# Gare de Marœuil
La gare de Marœuil est une gare ferroviaire française de la ligne d'Arras à Saint-Pol-sur-Ternoise, située sur le territoire de la commune de Marœuil dans le département du Pas-de-Calais, en région Hauts-de-France. 
C'est une halte voyageurs de la Société nationale des chemins de fer français (SNCF), desservie par des trains TER Hauts-de-France.

## Situation ferroviaire
Établie à 69 mètres d'altitude, la gare de Marœuil est située au point kilométrique (PK) 201,953 de la ligne d'Arras à Saint-Pol-sur-Ternoise, entre les gares ouvertes d'Arras et de Frévin-Capelle.

## Histoire

La gare au début des années 1900
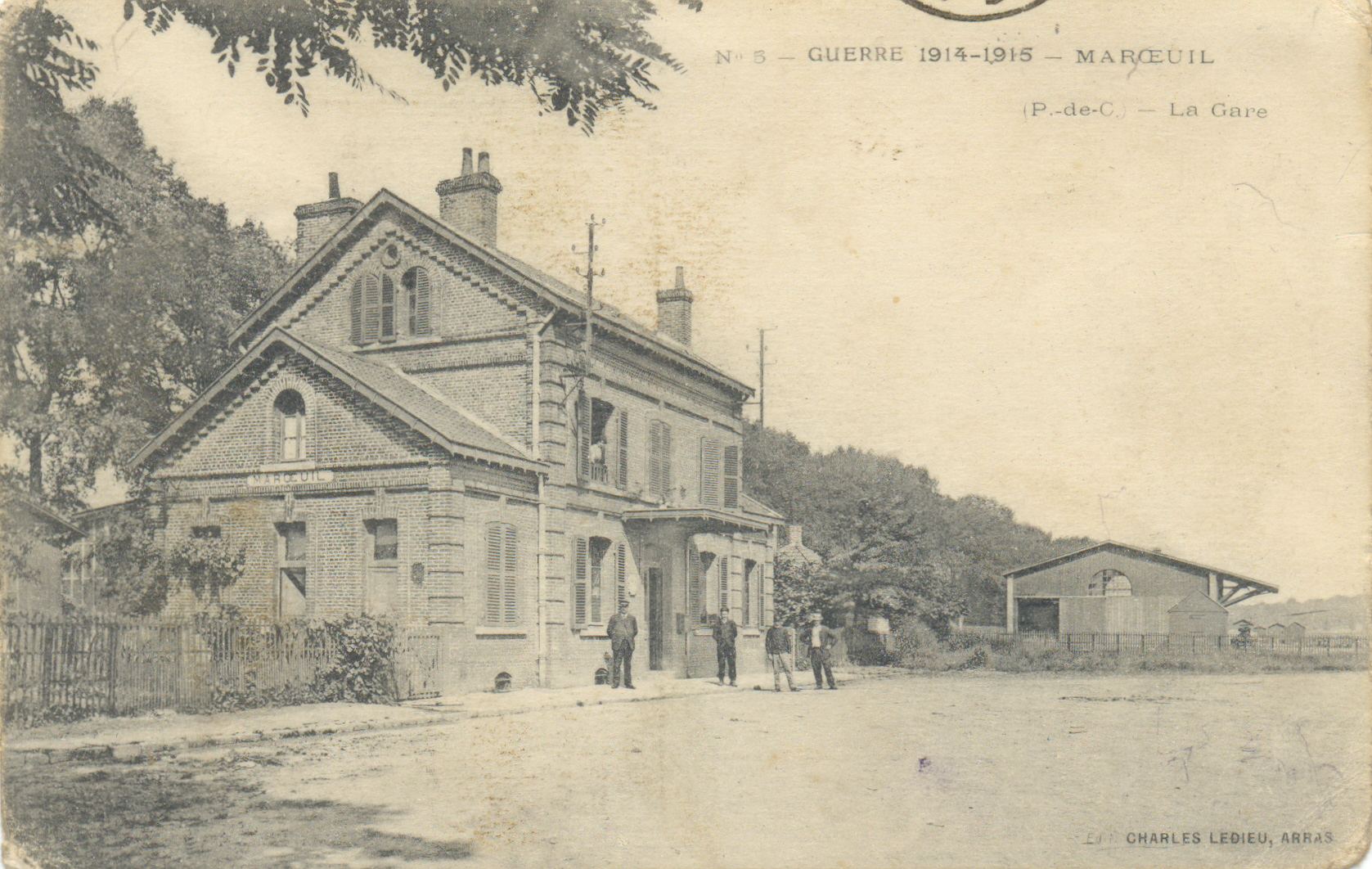
Vers 1915.
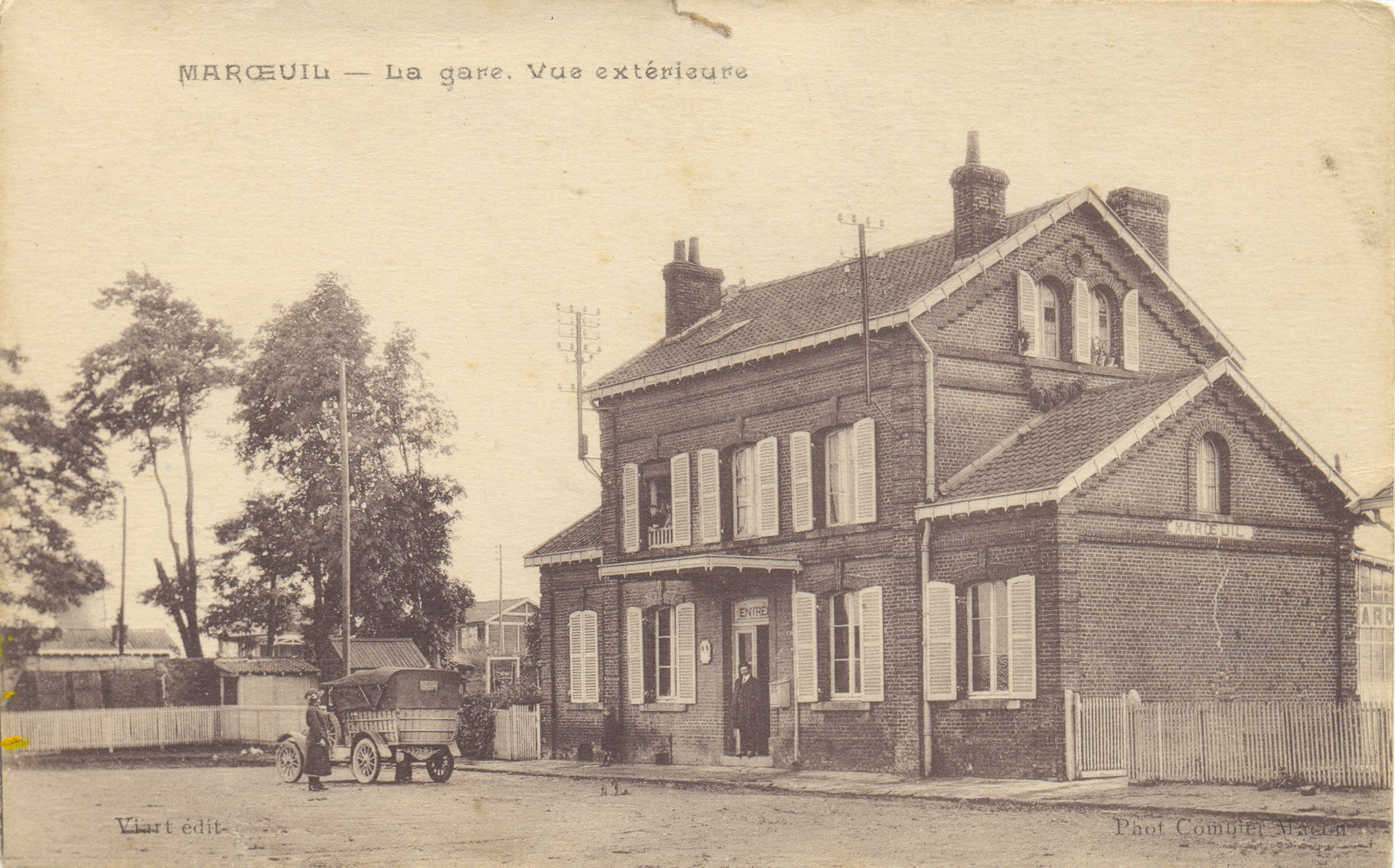
Vers 1920.
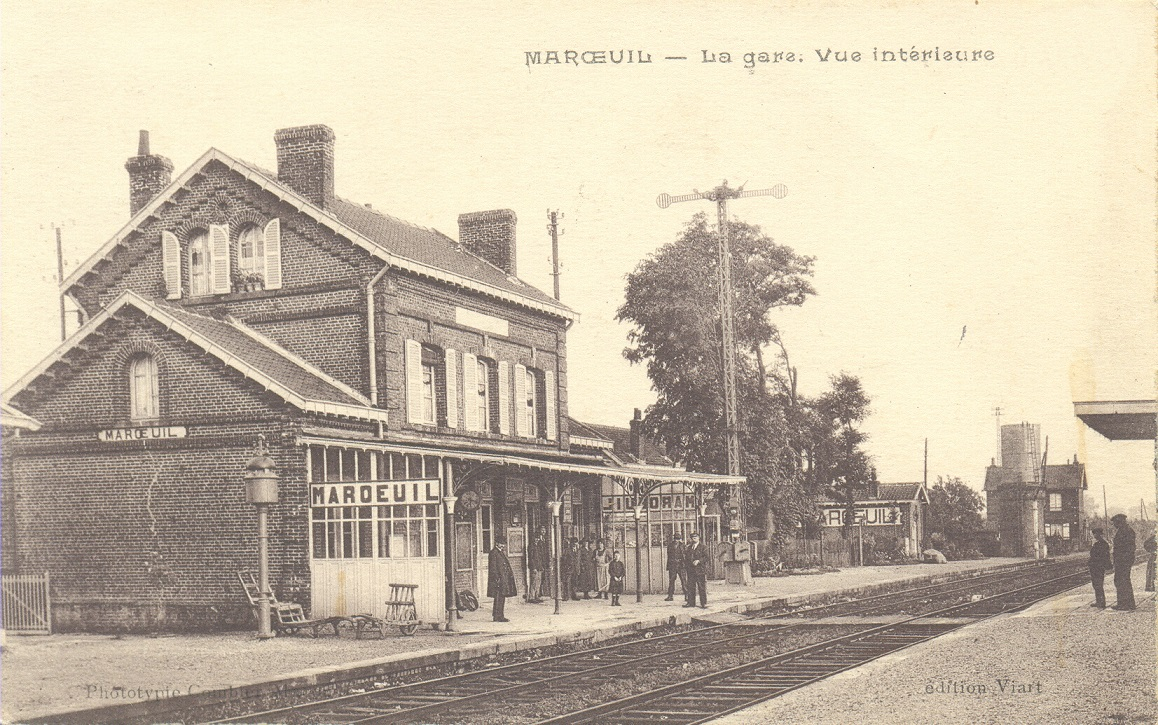
Vers 1920.

## Service des voyageurs

### Accueil
Halte SNCF, c'est un point d'arrêt non géré (PANG) à accès libre.

### Desserte
Marœuil est desservie par les trains TER Hauts-de-France, qui effectuent des missions entre les gares d'Arras et de Saint-Pol-sur-Ternoise.

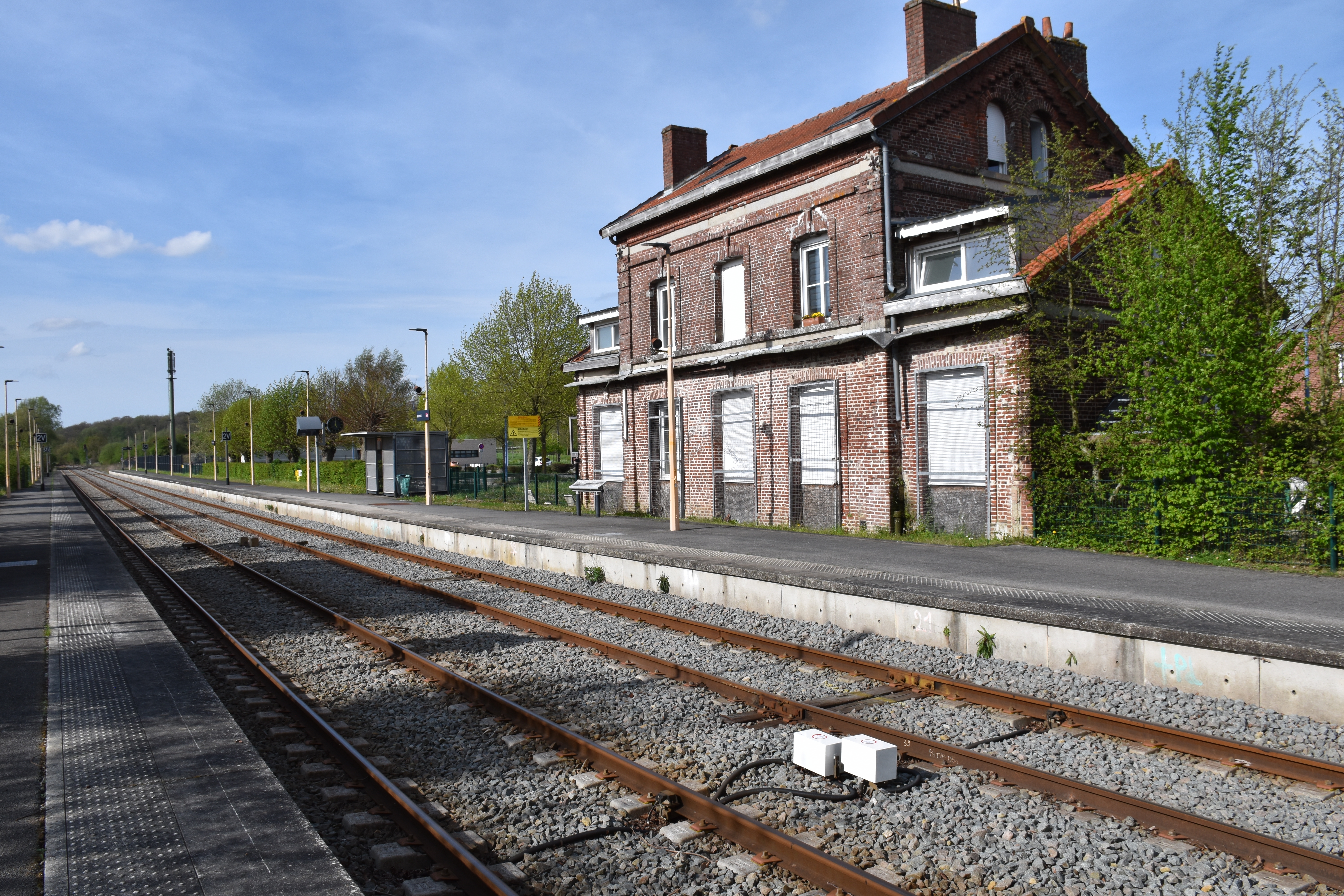
Vue d'ensemble de la halte.

### Intermodalité
Un parc pour les vélos et un parking pour les véhicules y sont aménagés.